# Te vagy a hunyó!
A Te vagy a hunyó! (C'est pas moi, c'est lui) egy 1980-ban készült francia vígjáték, melyet Pierre Richard rendezett.

## A történet
|  | Alább a cselekmény részletei következnek! |

Pierre Renard mulatságos jeleneteket ír filmekhez, azonban nevét nem tüntetik fel a stáblistákon, mivel Georges Vallier forgatókönyvíró háttérmunkása. Egyik nap meghívót kap főnökétől Aldo Barazutti filmszínész partijára, ahol Vallier-nek adja ki magát, s így kerül a híres színész közelébe. Barazutti Tunéziába invitálja egy hétvégére, hogy közösen dolgozzanak. Ám itt munkáról szó sincs, a híres színész csak alibit keresett, hogy feleségétől távol, a szeretőjével együtt lehessen. A három nap alatt őrült kalandok veszik kezdetüket, megérkezik ugyanis az igazi Georges Vallier is. El kell előle rejtőznie, miközben nem fedheti fel valódi személyét sem a többiek előtt. A gondokat csak fokozza, hogy Pierre Párizsban hagyott felesége várandós és komoly anyagi gondokkal küzdenek.
|  | Itt a vége a cselekmény részletezésének! |

## Szereplők
- Pierre Richard (Pierre Renard)
- Aldo Maccione (Aldo Barazzutti)
- Valérie Mairesse (Valérie)
- Danielle Minazzoli (Charlotte Renard)
- Annette Poivre (La mére de Pierre)
- Gérard Hernandez (Le vendeur de poteries au souk)
- Franca Valeri (Carla Weiss)